# Telemilano
TeleMilano (detta talvolta anche TeleMilano - Canale 58 o TeleMilano 58) è stata un'emittente televisiva commerciale italiana fondata nel 1976 dalla Fininvest e che trasmetteva da Milano 2, Segrate; continuava l'attività di Telemilanocavo, una televisione privata via cavo fondata quattro anni prima da Giacomo Properzj e Alceo Moretti come canale di servizio per gli abitanti di Milano 2; nel 1982 divenne l'emittente capofila del circuito, extraregionale prima e nazionale poi, di Canale 5.
Dal 2002 la denominazione è stata ripresa per una nuova televisione regionale:  TeleMilano Più Blu.

## Storia

### La gestione Properzj
Telemilanocavo venne costituita formalmente il 16 aprile del 1973 presso lo studio del notaio Adele Ricevuti: soci fondatori furono Giacomo Properzj, Alceo Moretti e Pierfranco Faletti (rispettivamente imprenditore, direttore, giornalista e scrittore); le trasmissioni inizieranno soltanto il 24 settembre dell'anno seguente. L'emittente utilizzava il canale disponibile nella rete cablata presente a Milano 2, città satellite nel comune di Segrate, vicino a Milano. Riusciva a raggiungere tutti gli abitanti del quartiere residenziale utilizzando la cablatura predisposta già nella fase di costruzione. Pochi mesi prima, nel luglio 1975, la Corte costituzionale aveva affermato il principio secondo cui lo Stato poteva riservare a sé il monopolio della sola radiodiffusione circolare poiché le radiofrequenze erano un bene limitato; i privati potevano quindi trasmettere il segnale televisivo utilizzando qualsiasi altra tecnologia. La televisione via cavo era infatti all'epoca l'unica alternativa praticabile e commercialmente sostenibile.
Venivano trasmesse rubriche, informazioni e film per i residenti di Milano 2. Il costruttore Silvio Berlusconi aveva deciso di non piantare antenne televisive in cima agli edifici e gli urbanisti a cui si era affidato pertanto avevano realizzato una rete cablata; di tutti i cavi coassiali ne era rimasto libero uno, attraverso il quale fu trasmesso il segnale della nuova emittente.
Nel 1975 il Parlamento approvò la legge di riordino del sistema radiotelevisivo a seguito della sentenza della Corte costituzionale dell'anno precedente. In Parlamento, le forze che difendevano il monopolio della Rai erano ancora preponderanti, perciò la legge tentò di circoscrivere gli spazi per l'emittenza privata. Secondo la nuova norma i privati potevano operare solo nell'ambito di un comune o di zone con massimo 150 000 abitanti; inoltre ogni cablatura poteva essere utilizzata da un solo concessionario televisivo. Milano 2 era invece cablata con cavo coassiale multicanale.
Nel 1976 la Corte costituzionale autorizzò con una nuova sentenza le televisioni private a trasmettere anche via etere, purché rimanessero sempre in ambito locale e questo determinò il passaggio delle trasmissioni dal cavo all'etere, tecnologia molto più economica in quanto non necessitava della cablatura. Fiorì quindi un elevato numero di iniziative concorrenti, con un conseguente frazionamento dei ricavi pubblicitari. In un quartiere dove tutto inizialmente apparteneva all'Edilnord, anche Telemilanocavo era sua affittuaria e, con il passare del tempo, gli affitti non pagati si accumularono e Properzj e Faletti, abbandonati da Moretti che si era trasferito in America meridionale per motivi di lavoro, decisero di cedere l'emittente a Berlusconi. Il prezzo di cessione fu stabilito in una lira oltre all'assunzione dei debiti. Non esisteva allora un vero e proprio mercato dei canali televisivi privati, ma le situazioni analoghe, anche in Lombardia, avevano visto valutazioni fatte su parametri totalmente differenti.
L'emittente subentrò alla televisione in lingua inglese TVI Television International of Milan - TV One, che a sua volta era succeduta a Ponteco - società che ripeteva il segnale di Tele Capodistria a Milano dall'Hotel Michelangelo dal 1976.
Nell'autunno del 1977 vennero effettuate prove tecniche di trasmissione via etere, montando delle antenne sul grattacielo Pirelli; l'emittente viene ribattezzata Telemilano 58 poiché trasmetteva sulla frequenza UHF 58, diventando il nucleo centrale del settore televisivo della Fininvest e con questo nome sarà inaugurata ufficialmente il 7 settembre 1979. Primo direttore dell'epoca Berlusconi fu Mauro Ballini, già fondatore di Tele Libera Firenze.

### La gestione Berlusconi

Il conduttore Mike Bongiorno a Telemilano nel 1980

1977. Intervista con Berlusconi(1'54")

Telemilano 58 (23'10")

Sigla apertura programmi (2'58")

La proprietà passò quindi a una società del gruppo Fininvest che, trasformata dall'allora presidente Silvio Berlusconi in società per azioni, venne dotata di un capitale di 52 miliardi di lire e venne trasmessa in ambito regionale nella sola Lombardia. Vennero poi impiegati personaggi come Claudio Cecchetto, Barbara D'Urso, Enrico Beruschi, Diego Abatantuono, Massimo Boldi e Bruno Lauzi con il coordinamento affidato a un ancora poco conosciuto Giorgio Medail.
Nel 1980 Berlusconi fondò una società per la commercializzazione di programmi televisivi, Reteitalia e, con un investimento di dieci miliardi di lire in due anni, acquisì uno stock di 325 film, in gran parte americani, dalla società cinematografica Titanus, da trasmettere al posto degli spettacoli prodotti in proprio in maniera molto più economica.
Berlusconi intuì che il mercato della pubblicità era in grossa espansione in quanto la televisione era il medium più fruito. C'era però una strozzatura all'accesso al mercato: la Sipra, concessionaria per la pubblicità sulla Rai, muovendosi in una logica di monopolio, selezionava gli inserzionisti a suo piacimento. In conseguenza di questa logica, che limitava di fatto le enormi possibilità del mercato, molti soggetti che avrebbero voluto investire negli spot in TV - soprattutto le aziende della media distribuzione - non vi riuscivano. Lo scopo di Berlusconi fu quello di dare una risposta a queste aziende, e per farlo ideò un metodo diverso da quello della Sipra: invece di aspettare che gli inserzionisti si facessero avanti, si recava egli stesso dalle aziende e contrattava direttamente con loro. Per questo motivo Telemilano 58 si dotò di una propria concessionaria di pubblicità. Si sganciò quindi dalla Publipei e, scorporandola da Reteitalia, fondò Publitalia '80. Dopo che Berlusconi ebbe acquisito Tele Torino International dal Gruppo Fiat emerse l'idea del "pizzone", cioè confezionare programmi con inclusi gli spot pubblicitari. Berlusconi fece accordi con emittenti locali di ogni regione italiana allo scopo di creare un circuito nazionale, sul modello dei networks statunitensi. Avendo raggiunto, grazie a queste affiliazioni, una dimensione nazionale, Publitalia poté vendere i propri spazi pubblicitari ai grandi inserzionisti nazionali. I programmi, pre-registrati, venivano distribuiti su videocassette che venivano poi trasmesse in simultanea da tutte le emittenti del circuito.
Il palinsesto dell'emittente cominciò a dipendere dal tipo di pubblico da "vendere" agli inserzionisti. Confrontando il proprio palinsesto fatto di film, serie televisive e qualche documentario, con quello della Rai, Berlusconi capì che per intercettare un più vasto pubblico doveva portare nella sua rete i più noti conduttori della Rai. Il primo fu, nel 1979, il famoso presentatore di quiz Mike Bongiorno, il quale, sottopagato nella Rai monopolista, viene ingaggiato per un'alta cifra; poco dopo - sempre dalla televisione di Stato - arrivano anche Corrado, Loretta Goggi, Gigi Sabani, Sandra Mondaini e Raimondo Vianello.
Il 10 gennaio 1980 Berlusconi tenne una conferenza stampa, assieme a Mike Bongiorno, negli studi di TeleMilano: nell'ottica di creare un network nazionale, Berlusconi si accordò con una cinquantina di emittenti private (comprese quelle che non erano di sua proprietà) sparse in tutta Italia, per far trasmettere, alla stessa ora su tutte le emittenti, gli stessi programmi. L'esperimento iniziò ufficialmente con la trasmissione I sogni nel cassetto, un quiz condotto proprio da Mike Bongiorno e prodotto da Reteitalia. Qualche mese dopo tutte le emittenti del circuito cominciarono a trasmettere gli stessi programmi nelle stesse fasce orarie: il 22 febbraio del 1981 nacque quindi il network di Berlusconi, chiamato Canale 5. Poco tempo dopo nacque il network gemello chiamato Canale 10 al Centro-sud Italia. I due network vennero fusi nell'unico network di Canale 5 l'11 novembre 1980.
Il 28 settembre 1982 i loghi di TeleMilano, di TeleTorino e di altre emittenti sparirono definitivamente dagli schermi televisivi per lasciare spazio al solo logo di Canale 5. Nel settembre 1994 venne deliberata la fusione della società Telemilano S.p.A. in Canale 5.

### La gestione GET
Una delle frequenze del canale, la 37 UHF, che già aveva ospitato Tele Più, viene nel 2002 ceduta a Più Blu Lombardia, edita da GET s.r.l., che rilancia la vecchia denominazione, con la testata Telemilano - Più blu, a diffusione circolare, dalla postazione di via S. Galdino Milano, che irradia la città di Milano e province limitrofe, e con essa la testata TeleMilano. Il 1º aprile del 2007 il canale torna quindi a trasmettere in UHF a Milano con il nuovo nome TeleMilano Più Blu. Il nuovo logo del canale evoca il Duomo e la sua Madonnina.

### La gestione Ravi Tv Network ltd
A dicembre 2016 la GET cede TeleMilano alla società londinese Ravi Tv Network ltd che diffonde in tutta la Lombardia il marchio attraverso le emittenti: TeleMilano Tele Tv, TeleMilano Più Blu Lombardia, TeleMilano Musica Italiana Channel, TeleMilano Radio Milan Inter.

## Programmi

### Telemilanocavo
- Il condominio (1974-1977)

### TeleMilano
- Giulietta e Romeo (con Claudio Lippi, 1977)
- MilanInter Club (programma sportivo condotto da Mike Bongiorno, 1978-1979)
- Natale a Telemilano 58 (speciale natalizio con Mike Bongiorno, 25 dicembre 1978)
- GiroMike (con Mike Bongiorno, 1979-1980)
- I sogni nel cassetto (con Mike Bongiorno, 1980-1981)
- Goal! (gioco a premi, 1978-1979)
- Per fortuna oggi è vacanza (rubrica di viaggi e tempo libero con Enzo Bottesini e Eleonora Brigliadori, 1979)
- Chewing gum (programma musicale con Claudio Cecchetto, 1978-1979)
- Allegri ragazzi
- Con noi stasera...
- L'arca di Noè (rubrica dedicata agli animali)
- Fritto misto (con I Gatti di Vicolo Miracoli)
- L'intervistatore mascherato! (condotto da Giorgio Medail)
- Telemilanosera (condotto da Vittorio Buttafava)
- Polvere di stelle (rubrica dedicata al cinema con Carlo Dansi e Patricia Pilchard)
- Edizione straordinaria (rotocalco musicale con Bruno Lauzi e Daniela Poggi)
- Tabù (talk show con Viviana Kasam)
- Milan in ca' (programma con Piero Mazzarella)
- A Milan se dis inscì (con Piero Mazzarella)
- Un bel giorno c'incontrammo (gioco a premi con Claudio Lippi, 1979)
- Lo sprolippio (con Claudio Lippi, 1979)
- Bellissima (condotto da Roberta Marioni)
- L'uomo e l'ignoto (condotto da Giorgio Medail)
- Superclassifica Show
- Non di solo pane (rubrica religiosa con Don Ercole Gerosa)
- Cabarout
- Dedicato a... (condotto da Patricia Pilchard)
- Parliamo di (talk show con Vittorio Buttafava)
- Caro Jazz
- Cielo! Cosa mi metto? (rubrica sulla moda con Sabina Ciuffini, 1979)
- Guarda un po' cosa ho trovato! (programma sull'antiquariato condotto da Sabina Ciuffini, 1979)
- Franca Valeri e le sue donne
- Protagonista (rubrica calcistica con Gianni Rivera)